# Схиза
Схи́за (греч. Σχίζα) — остров в Греции в Ионическом море. В прошлом был известен как Кабрера (Καμπρέρα ή Καβρέρα). Входит в группу островов Инусе. Находится у юго-западной оконечности Пелопоннеса к западу от мыса Акритас (Ακρίτας). К юго-востоку находится пролив Элафонисос, важный морской путь. Административно относится к сообществу Финикус в общине (диме) Пилос-Нестор в периферийной единице Месиния в периферии Пелопоннес. Необитаемый по переписи 2011 года. Площадь острова составляет 12,13 квадратного километра, протяженность береговой линии — 23 километра, это самый крупный из островов Инусе. Высочайшая точка острова — Вигла (Όρος Βίγλα) высотой 201 метр над уровнем моря в северной части острова.
К северо-западу находятся острова Айия-Мариани и Сапьендза, к юго-востоку — Венетико. К западу находится впадина Калипсо глубиной 5267 метров.
Длина острова 6,7 километра, ширина — 3 километра. Остров скалистый и скудный растительностью. В южной части острова есть удобная бухта. Используется как пастбище для коз.
Достопримечательностью острова является пещера Маври-Трипа (Μαύρη Τρύπα, «чёрная дыра») в 350 метрах от берега в западной части острова. Пещера образована в известняке палеоцена и эоцена. Вход в пещеру труднодоступный. В пещере существует зал с сталактитами и сталагмитами. В пещера обнаружена грубая керамика.
Остров входит в сеть «Натура 2000». Вооружённые силы Греции использовали остров как полигон до 2007 года.

## Население
| Год  | Население, человек |
| ---- | ------------------ |
| 1991 | 0                  |
| 2001 | 17                 |
| 2011 | ↘ 0                |